# Ritterstraße (Berlin-Kreuzberg)
Die Ritterstraße ist eine Straße im Berliner Ortsteil Kreuzberg, die nach den mittelalterlichen Rittern benannt ist.

## Geschichte
Die Straße hieß bis 1845 Neue Junkerstraße – in Anlehnung an die in der Nähe gelegene Junkerstraße, die heute nur noch als Fußweg südlich des Markgrafenparks zu erkennen ist. Am 20. Februar 1845 erfolgte die Umbenennung in Ritterstraße, nachdem ein Durchbruch bis zur Lindenstraße erfolgt war. Die verkehrsgünstige Lage zwischen Anhalter- und Görlitzer Bahnhof führte zu zahlreichen Gewerbeansiedlungen, die ein hohes Transportaufkommen mit der Pferdekutsche nach sich zog. Aus diesem Grund wurde der Kiez um die Ritterstraße im Volksmund auch als „Rollkutscherviertel“ bezeichnet. In seiner Blütezeit werden hier 1391 Fabrikanten mit 1344 Vertretungen ausländischer Firmen gezählt. Dies führte dazu, dass die Bebauung dichter wurde und die ersten Gewerbehöfe als Kombination von Produktionsgebäude und Wohnraum entstanden. Die meisten dieser Gebäude wurden durch den Zweiten Weltkrieg zerstört, einige später abgerissen und durch Neubauten ersetzt. In der Ritterstraße 116 lebte von 1948 bis ca. 1970 Selli Engler.
Heute zeugen nur noch der Ritterhof sowie das Pelikan-Haus vom einstigen Glanz der Straße. In den 1950er Jahren gab es Pläne für den Bau einer Stadtautobahn („City-Band“), die jedoch mit dem Bau der Mauer aufgegeben wurden. Neue Impulse zur Stadtentwicklung entstanden anlässlich der Internationalen Bauausstellung (IBA) im Jahr 1984. Im Zuge der Baumaßnahmen wurde am 14. August 1981 ein Teil der Ritterstraße in Jakobikirchstraße umbenannt.

## Bauwerke, Gedenktafeln, Stolpersteine
Von Nordwesten nach Südosten

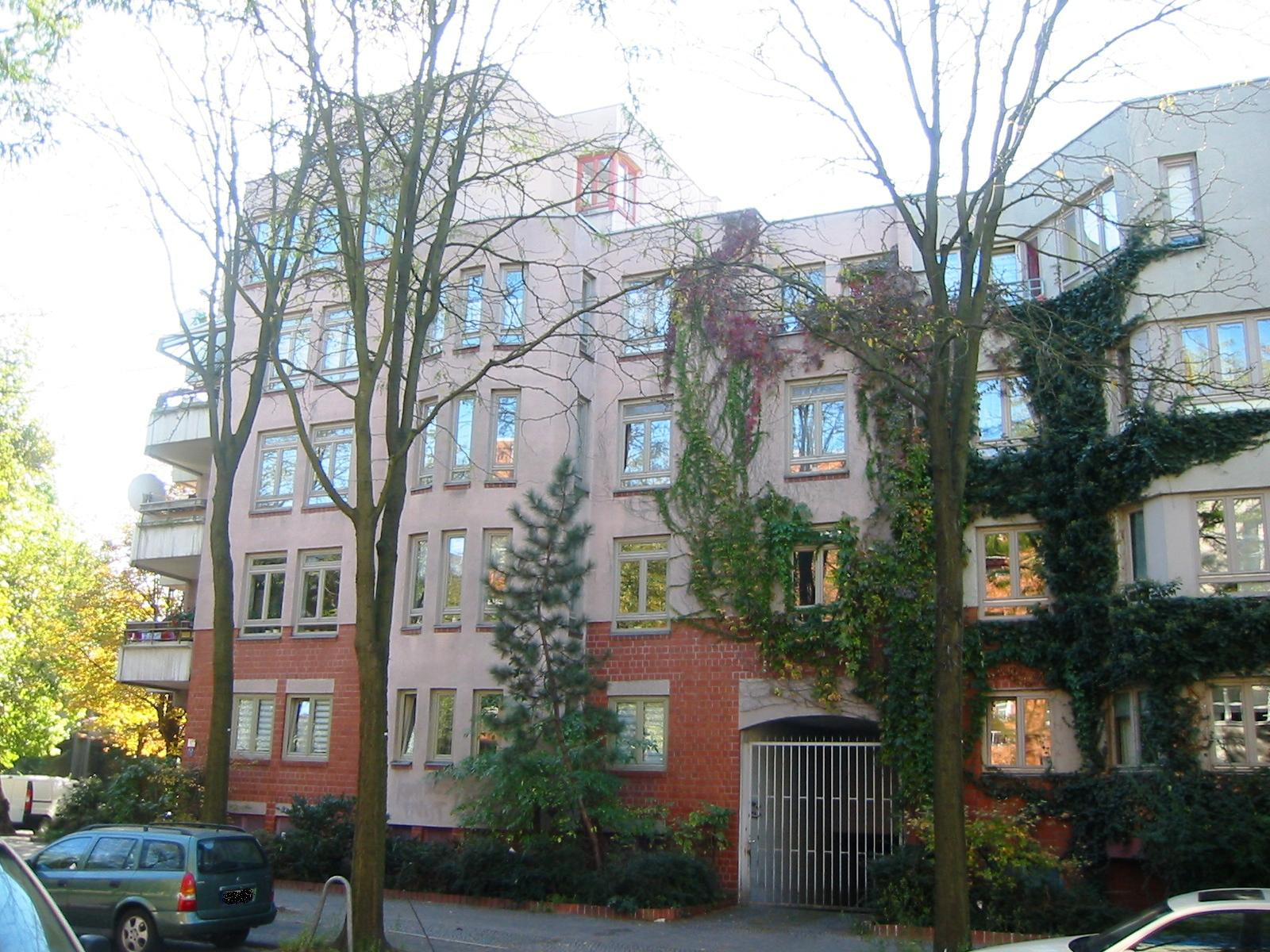
Wohnhaus Ritterstraße Ecke Alte Jakobstraße vom Planungskollektiv Nr. 1

- Die Gebäude in der Ritterstraße 55–60b gehören zu einem Gebäudekomplex mit insgesamt 315 Wohneinheiten, die sich auf 34 Mehrfamilienhäuser verteilen. Sie entstanden im Zuge der IBA. Gezeigt werden sollte die „Wiederherstellung der Blockstruktur und Schaffung eines funktionsfähigen Stadtquartiers durch eine ablesbare Gliederung der baulichen Räume: Verkehrsstraße, Erschließungsgasse, Fuß- und Radwege als Spielstraße, Wohnhof.“[4] Grundlage für den Bau war eine Planungsstudie von Rob Krier aus dem Jahr 1977 sowie ein Bauwettbewerb unter 14 Architekturbüros. Der Baubeginn des Blocks 31 war im Jahr 1982, Fertigstellung und Bezug ein Jahr später. Der Block 28, der zweite Bauabschnitt, wurde 1982/1983 geplant und von 1986 bis 1988 ausgeführt. Als Bauherr trat die Klingbeil-Gruppe auf, die die erforderlichen Grundstücke vornehmlich von der Bundesrepublik Deutschland erwarb. Im ersten Bauabschnitt wurde jede Wohnung durch den Bund mit rund 50.000 Mark für Versuchs- und Vergleichsvorhaben gefördert.
- Die Gebäude in der Ritterstraße 61–66 entstanden ebenfalls im Zuge der Internationalen Bauausstellung. Bereits im Oktober 1977 hatte die Freie Planungsgruppe Berlin einige Leitlinien für die Entwicklung des Tiergartenviertels sowie der südlichen Friedrichstadt herausgegeben. Für Straßen, die in Ost-West-Richtung liegen, sollte demnach ein niedriger Straßenrand von drei bis vier Geschossen vorgesehen sein, während an der Lindenstraße bis zu sechs Geschosse geplant wurden, um an die alten Traufhöhen anzuschließen.[5] Diese Forderungen wurden vom Projekt „Konzepta Ritterstraße“ aufgenommen. In Anlehnung an die Verschiedenartigkeit der Fassaden aus dem 19. Jahrhundert sollten auch in diesem Projekt unterschiedliche Fassaden gestaltet werden, obwohl es nur einen Bauherren gab. Es zeigte sich, dass der vom Senat im Mai 1977 ausgelobte Wettbewerb nur durch ein gemeinsames Planungsverfahren der Architekten, des Bauträgers sowie des Senatsbaudirektors Hans Christian Müller erfolgreich sein konnte. So kam es, dass der Mittelbau Ritterstraße 63 und 64 von Rob Krier gestaltet wurde, während die Einzelhäuser 62 und 65 vom Büro Hielscher/Mügge geplant wurden. Die Häuser mit den Nummern 61 und 66 wurden von der Gruppe 67 bearbeitet und die Blockecken Lindenstraße 29 sowie Alte Jakobstraße 122/123 vom Planungskollektiv Nr. 1. Die verschiedenen Ausführungen stießen in der Presse auf eine unterschiedliche Resonanz. So wird berichtet, dass „diese um Kontrolle bemühte, dekorationsfreudige Vielfalt das Positivum für sich hat, der bedeutungslosen Gleichförmigkeit der Nachbarschaft entgegenzuwirken, in der langen Reihe einzelne Hausindividualitäten entstehen zu lassen, Wiedererkennen und damit Identität zu ermöglichen.“[6] Für andere Journalisten fällt das Fazit weniger positiv aus: „Dort erblickt man einen deprimierenden Provinzialismus, wie er in Berlin in den Nachkriegsjahren nur an wenigen Stellen zugemutet worden ist – eine Art Disneyland.“[7]
Rob Krier wird hierzu mit den Worten zitiert:

„Ich habe die Teilung des Blockrandes in handliche Hausparzellen vorgeschlagen, und dies aus verschiedenen Gründen, den vitalsten möchte ich zuerst nennen: […] damit einige brotlose Architekten Arbeit bekommen und die stupide Produktion von Häusern am laufenden Meter, möglichst nur noch einem Architekten geplant, aufhört“

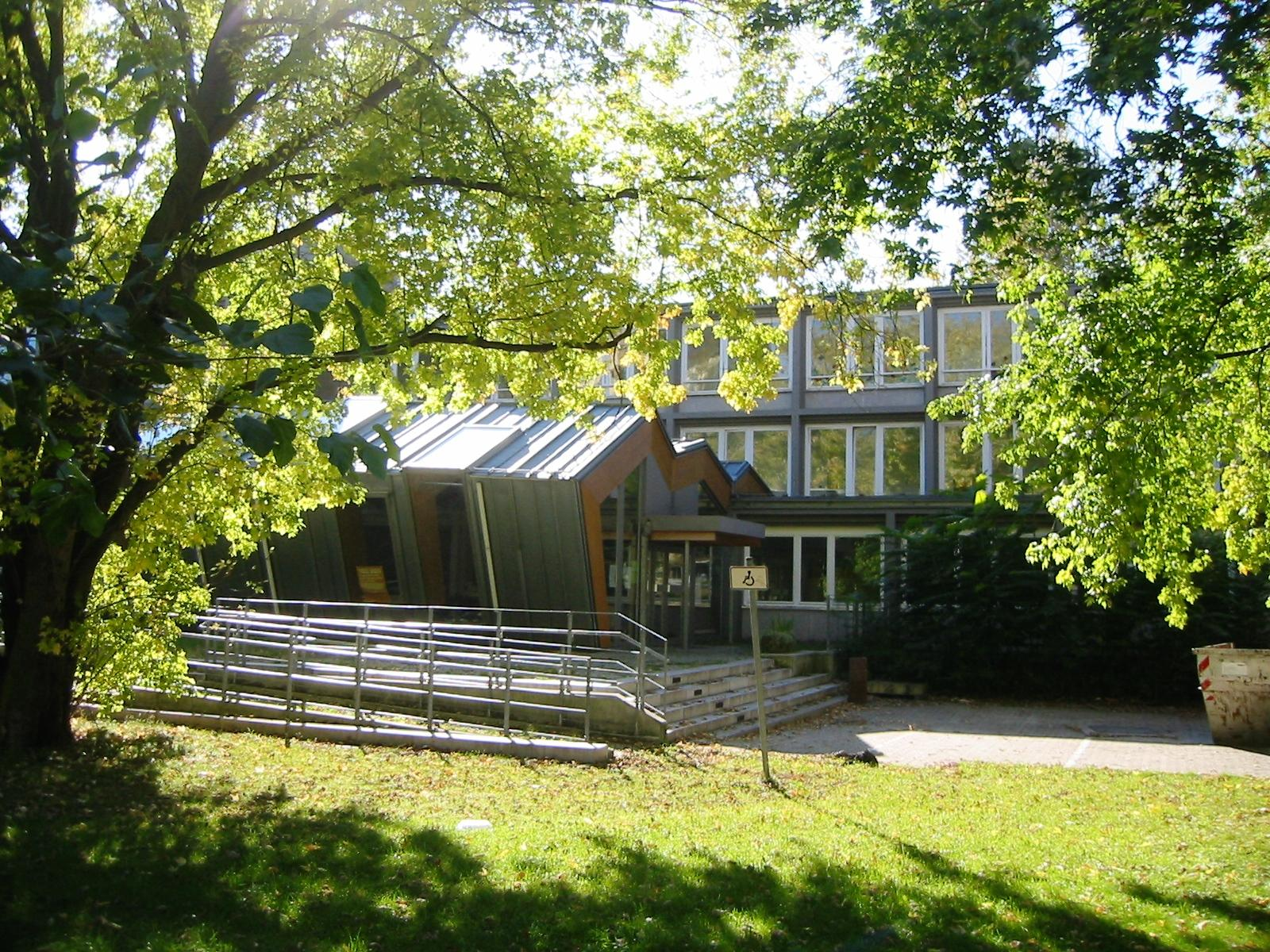
Ehemaliges Hauptkinderheim

- Freie Waldorfschule Kreuzberg e. V.: Das denkmalgeschützte Gebäude in der Ritterstraße 69 Ecke Alte Jakobstraße 11–13 ist das letzte Projekt von Max Taut. Die Planungen begannen 1963 als Hauptkinderheim und wurden nach dem Tod Tauts von Fritz Bornemann weitergeführt. Der Garten wurde von dem Landschaftsarchitekten Hermann Mattern gestaltet.[9] Die Eröffnung fand 1969 statt; nach Unruhen wird das Heim bereits 1974 geschlossen. Von 2005 bis 2007 erfolgte eine Sanierung, durch die der CO2-Ausstoss um 55 Prozent gesenkt werden konnte.[10]
- Gedenktafel für Adolph von Menzel: Im Haus Nummer 43 wohnte 1847–1860 der Maler und Zeichner von Menzel. Das Gebäude ist nicht mehr vorhanden; an der Fassade des Neubaus erinnert aber eine Berliner Gedenktafel an den Künstler.

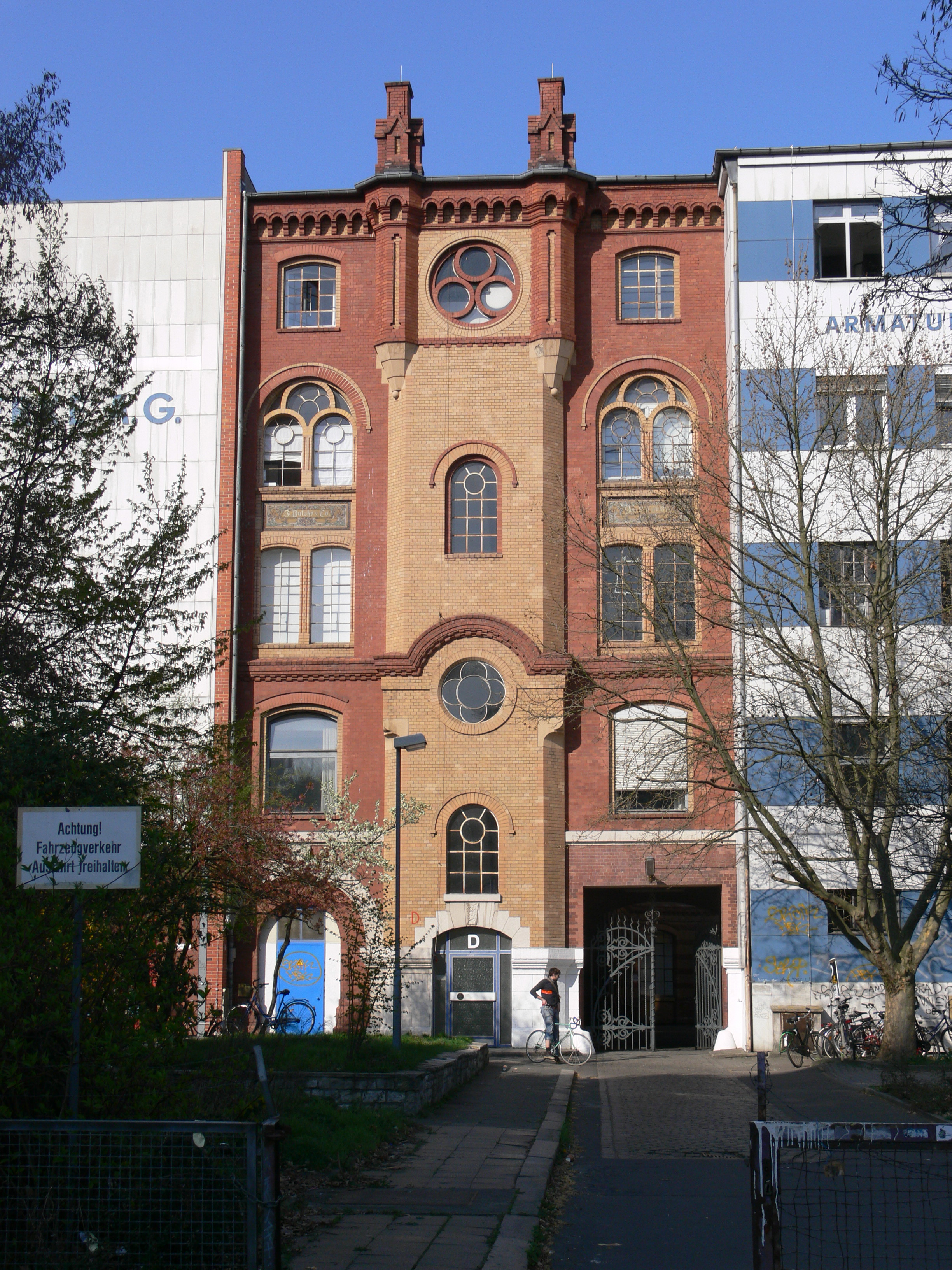
Gewerbehof Butzke-Werke

- An der Einmündung zur Jakobikirchstraße erinnern zwei Stolpersteine an die Widerstandskämpfer Paul und Milda Voß, die von der Geheimen Staatspolizei in Haft genommen wurden.
- Einige Meter hinter der Einmündung zur Prinzenstraße befindet sich vor dem Haus Nummer 16 eine Gedenktafel für Hanni Meyer. Die von Claus Korch 1988 gestaltete Bronzeplatte erinnert an eine junge Frau, die in der hier einst ansässigen Lampenschirmfabrik Paulus zur Zwangsarbeit herangezogen wurde. Meyer schloss sich der Widerstandsbewegung um Herbert Baum an und wurde am 4. März 1943 im Alter von 22 Jahren in Plötzensee hingerichtet, nachdem sie Flugblätter verbreitet hatte.[11]
- In der Ritterstraße 26 entstand der Gewerbehof Butzke-Werke von Georg Lewy im Auftrag der Armaturenfabrik Bernhard Joseph AG, die 1926 mit der Friedrich Butzke u. Co. fusioniert, einer Metallwaren- und Lampenfabrik. 1937 wurde das Unternehmen in Butzke Werke AG umbenannt. Das Vorderhaus wurde im Krieg zerstört, während das heute denkmalgeschützte Hauptgebäude nur wenige Schäden erfuhr. Nach der Verlegung des Firmensitzes nach Ludwigsfelde im Jahr 1997 befindet sich seit dem Anfang des 21. Jahrhunderts in dem Gebäude eine Kreativwerkstatt.[12]

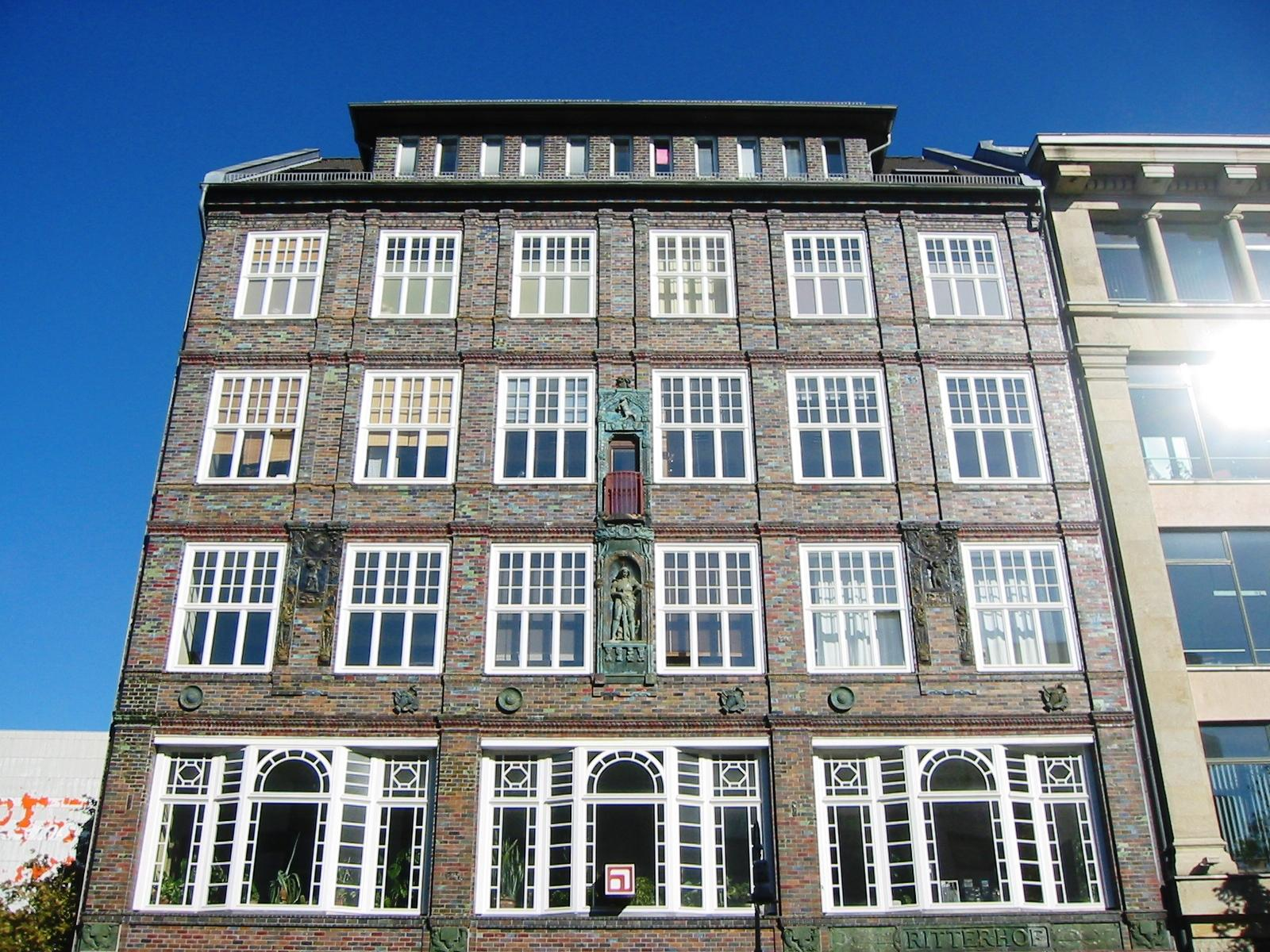
Gewerbehof Ritterhof

- Ritterhof: Das denkmalgeschützte Gebäude wurde 1906/1907 nach Plänen von Arthur Schilbach und Heinrich Schweitzer für die Scheck’schen Erben errichtet und ist neben dem „Pelikan-Haus“ eines der wenigen erhaltenen Gewerbehöfe im Kiez.[13]
- Pelikan-Haus: Das denkmalgeschützte Gebäude wurde 1902–1905 für den Bankier und Besitzer der Metallwarenfabrik Hompesch & Co. Georg Salomonsohn im neoklassizistischen Stil entworfen. Die verglaste Sandsteinfassade mit Pilaster und Säulen trägt vier überlebensgroße Atlanten im vierten Obergeschoss. 1933 zog die Firma Günther Wagner, heute unter dem Bürobedarfhersteller Pelikan AG bekannt, in das Gebäude ein. Sie brachte einen goldenen Pelikan sowie einen Schriftzug „Pelikanhaus“ an der Fassade an.

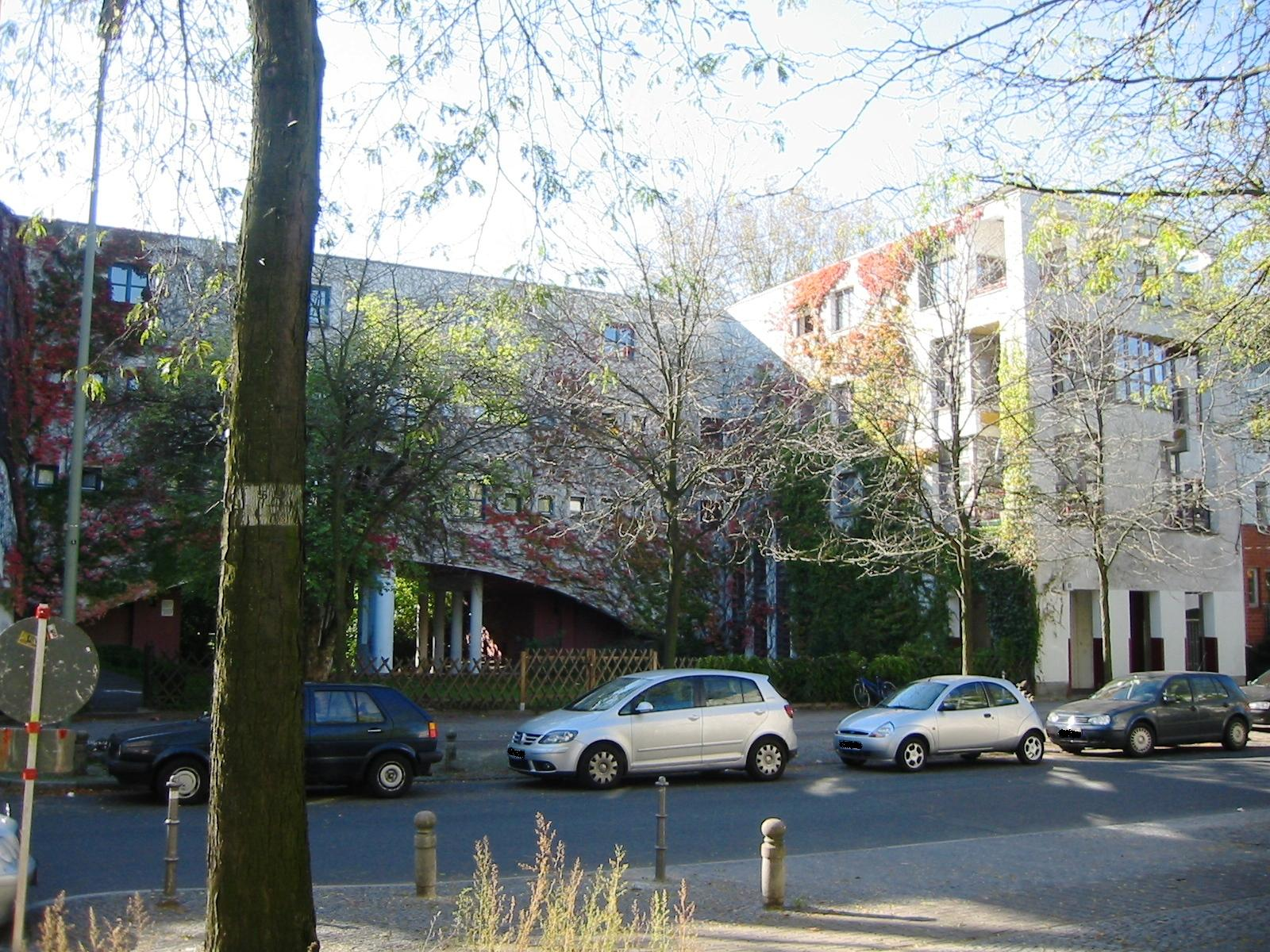
Einzelhäuser im Blockrand von Rob Krier, Teil des „Konzepta Ritterstraße“
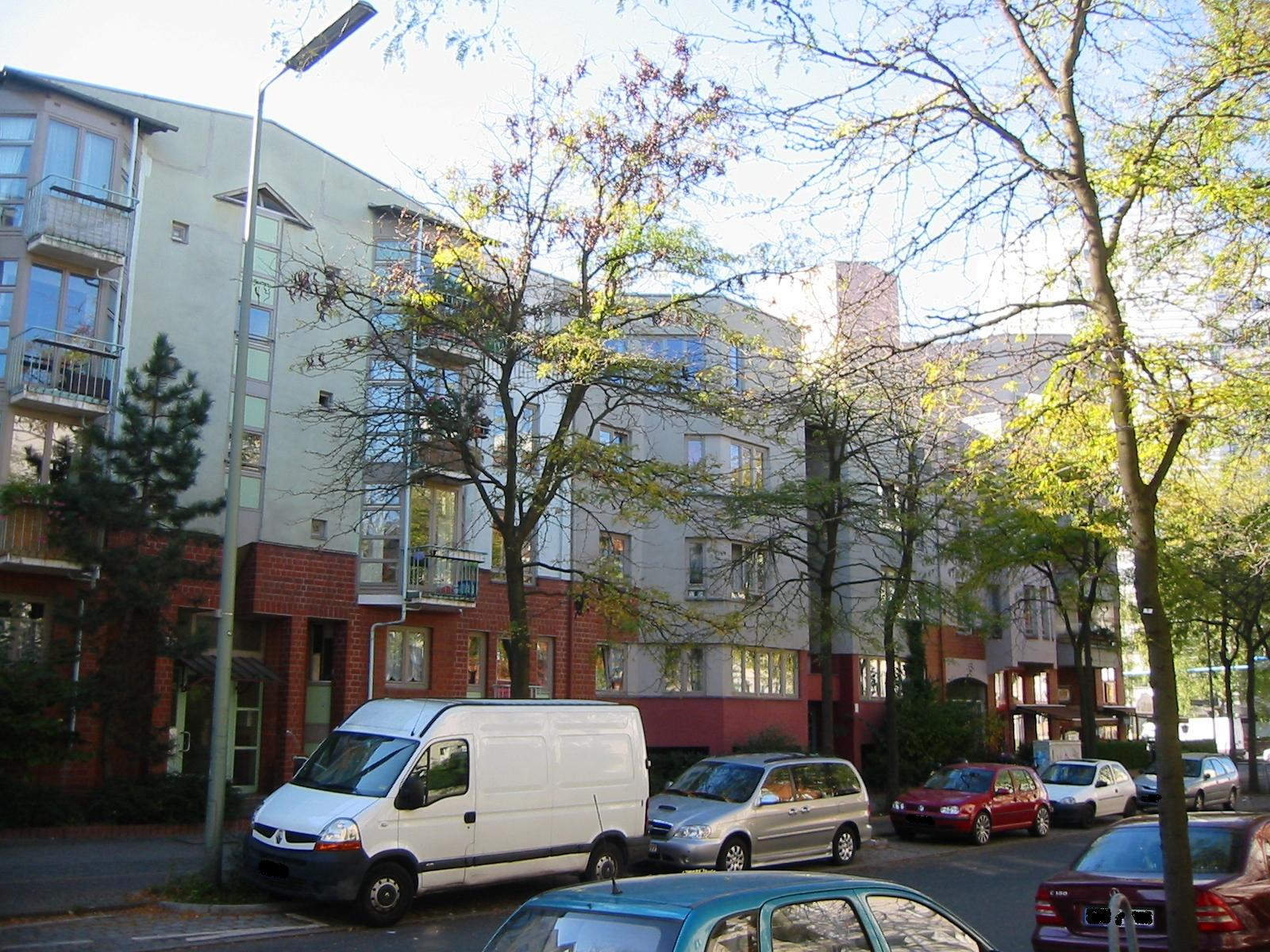
Einzelhaus im Blockrand von HielscherMügge, Teil des „Konzepta Ritterstraße“
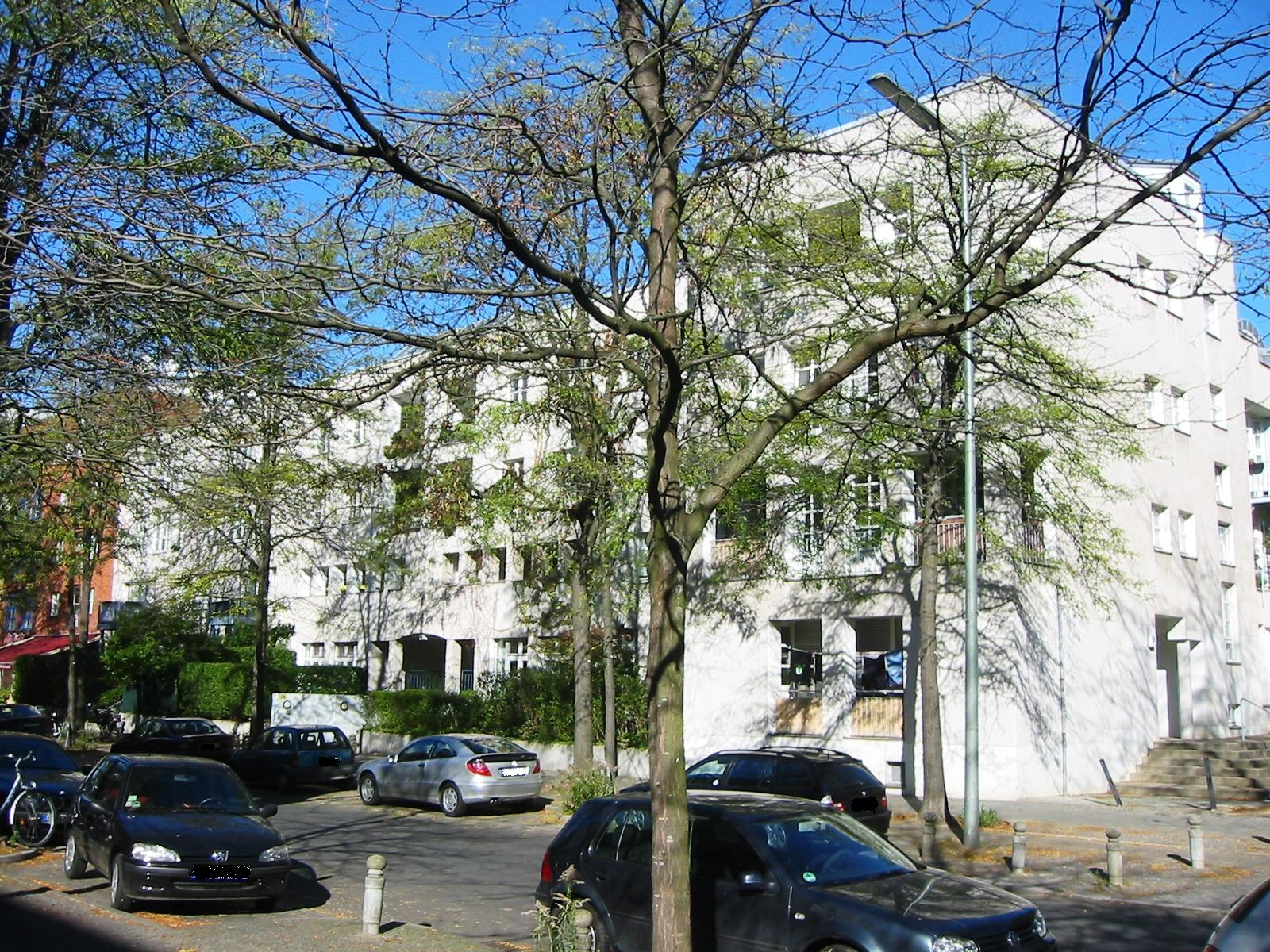
Wohnanlage Ritterstraße Nord
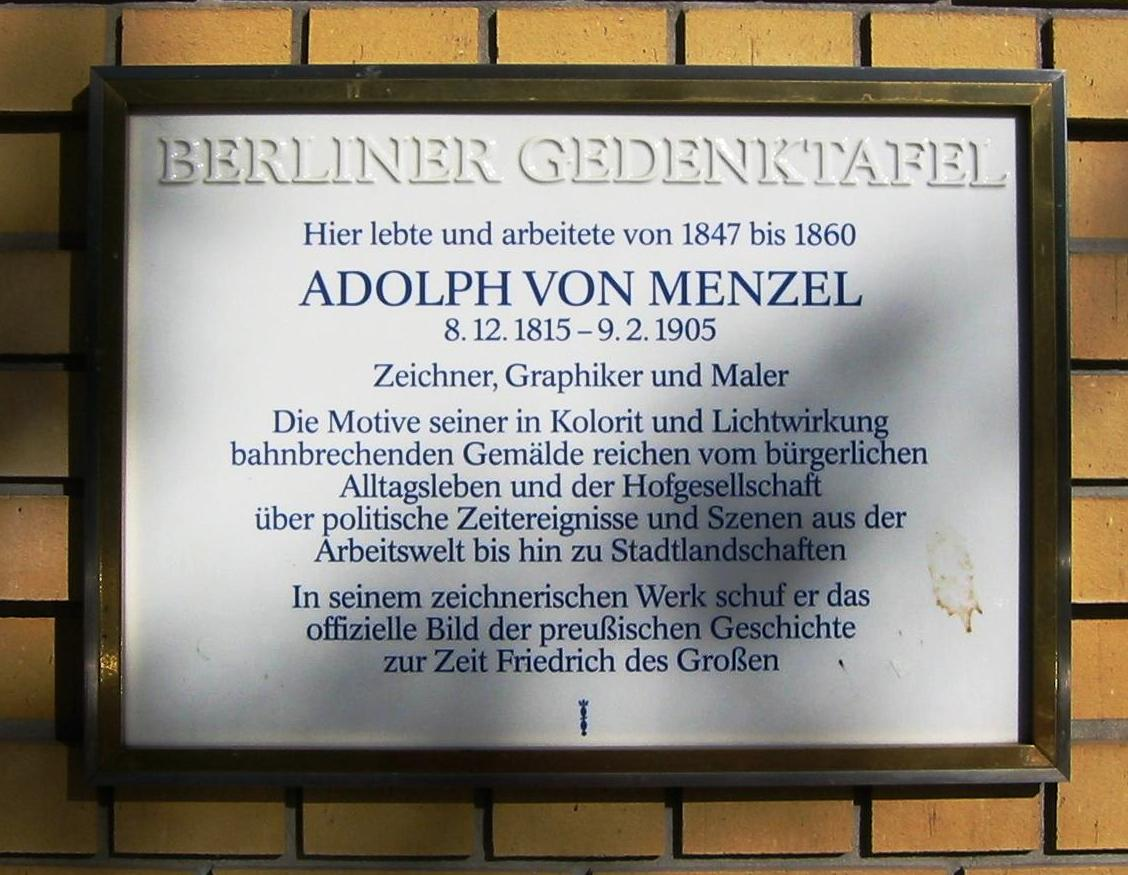
Berliner Gedenktafel für Adolph von Menzel
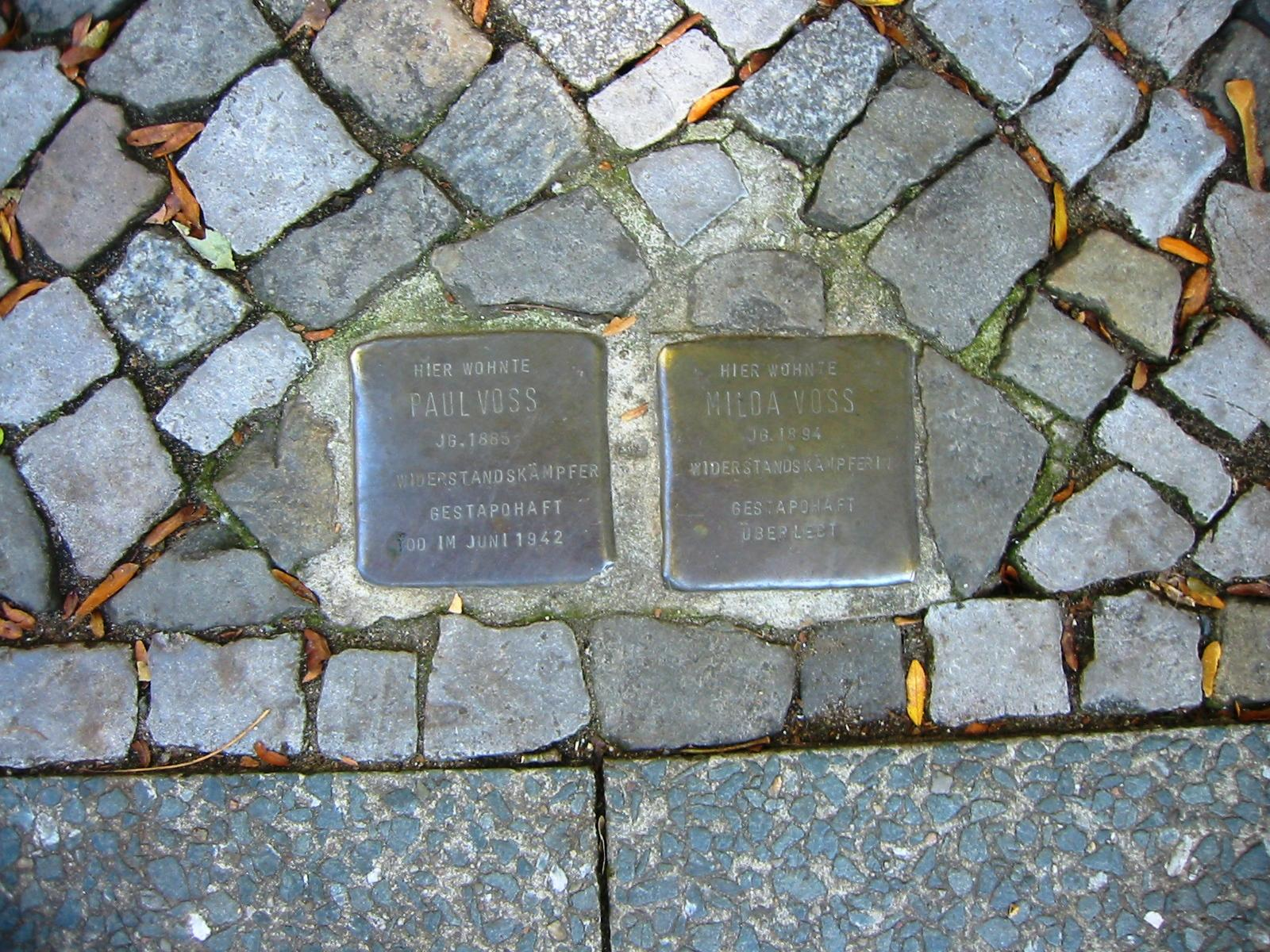
Stolpersteine für Paul und Milda Voß
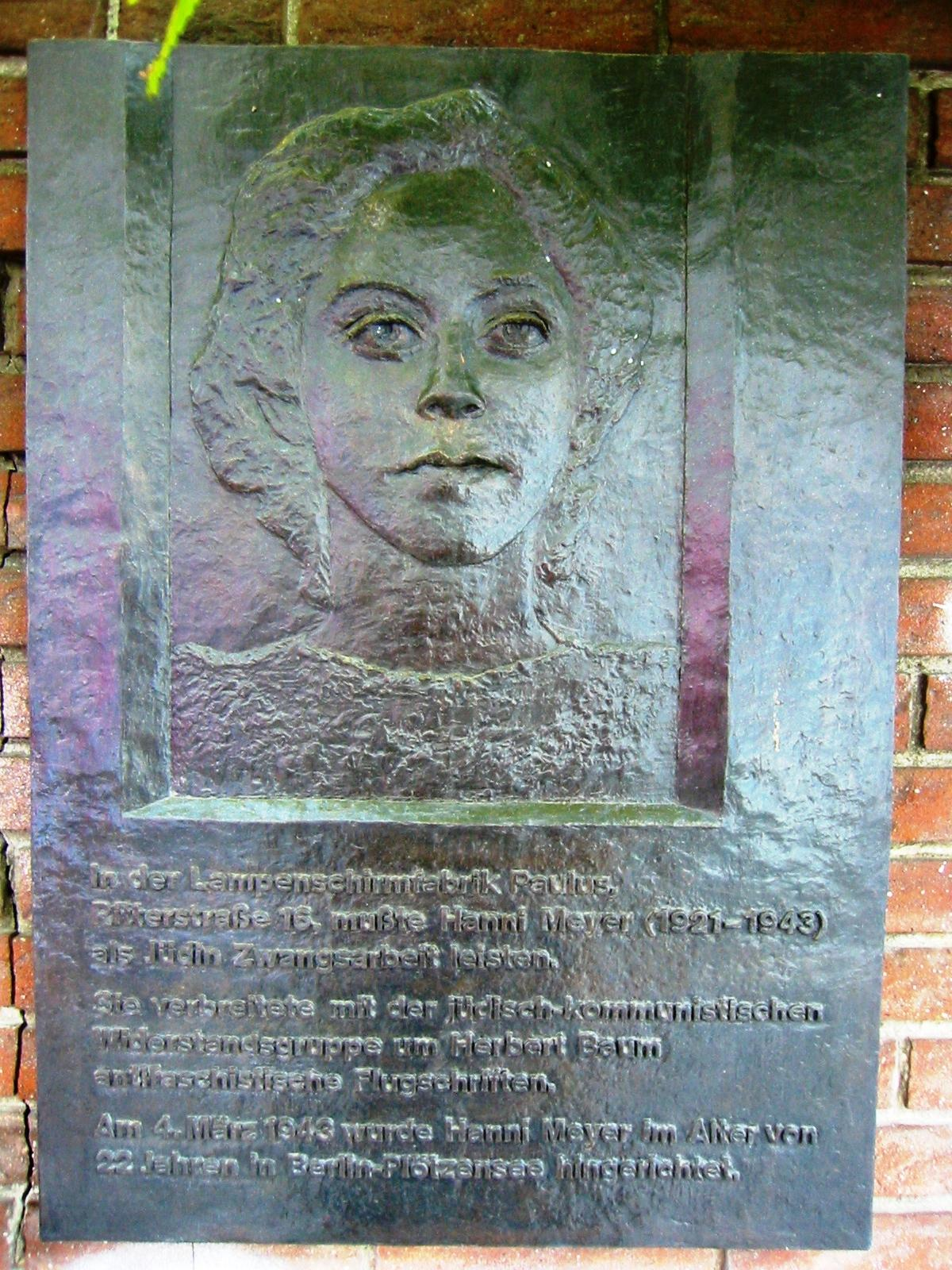
Gedenktafel für Hanni Meyer
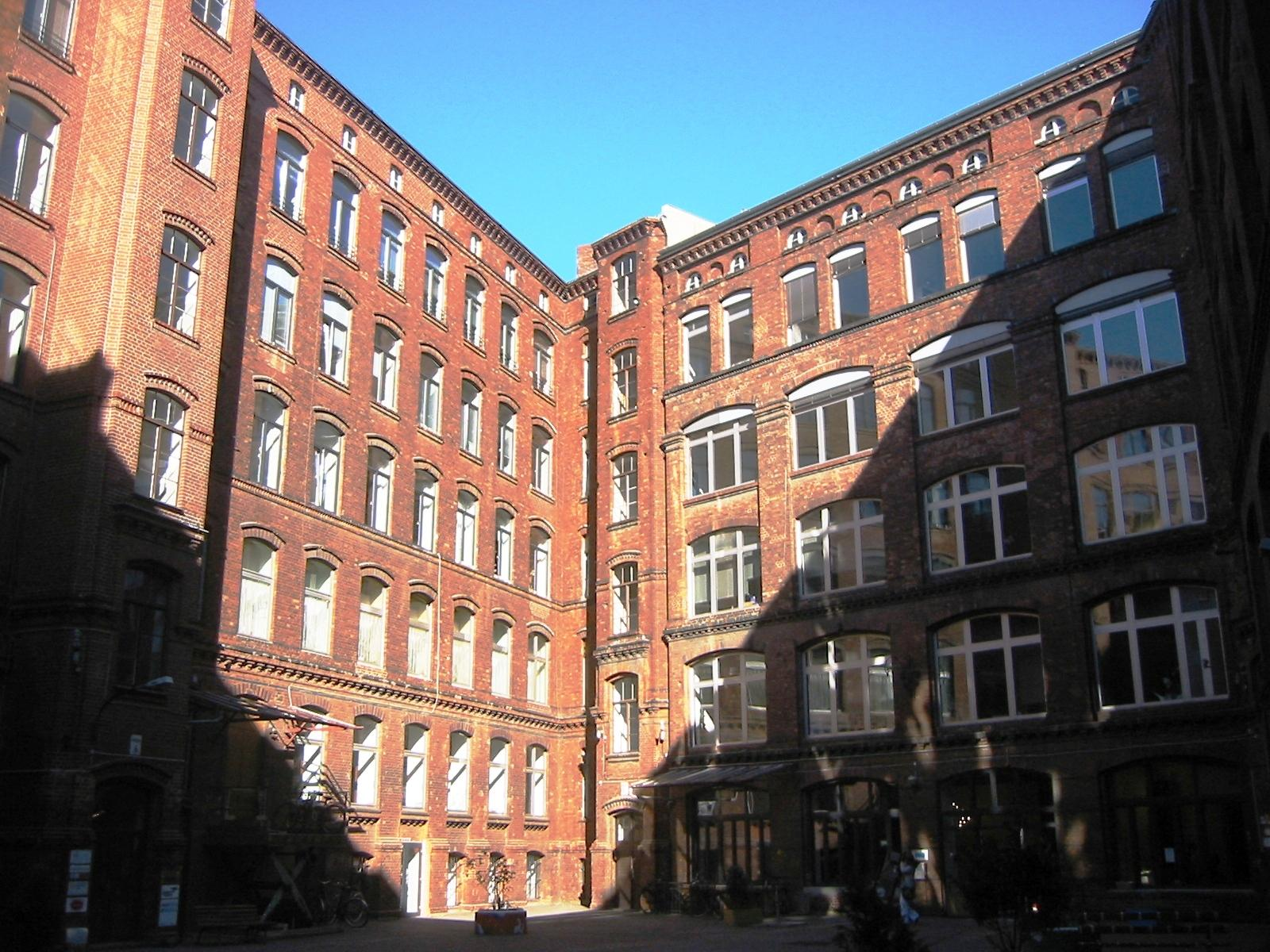
Innenbereich eines Gewerbehofs in der Ritterstraße 12–14
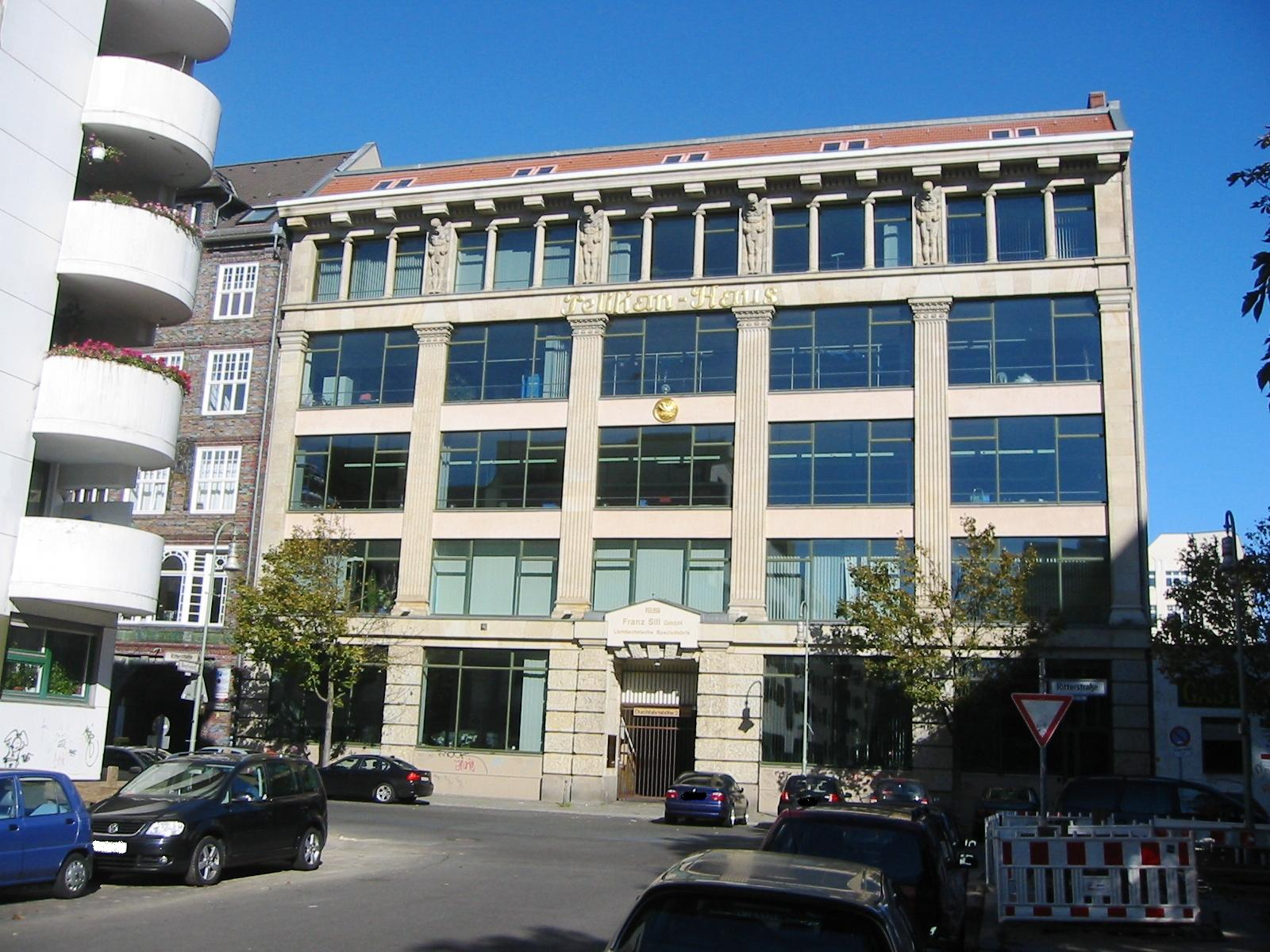
Pelikan-Haus